# Милениумски кръст
Милениумски кръст (на македонска литературна норма: Милениумски крст) е кръст с височина 66 m, разположен на върха на планината Водно южно от Скопие, Северна Македония.
Кръстът е конструиран за да се отбележат 2000 години от разпространението на християнството по света. Конструирането му започва през 2002 година, като е спонсорирано от Македонската православна църква, македонското правителство и от дарения на граждани. Архитекти на монумента са Йован Стефановски-Жан и Оливер Петровски.
Милениумският кръст е издигнат на върха на планината Водно в местността, позната от времето на Османската империя като Кръстовар, тълкувано като „мястото на кръстта“, защото там е имало по-малък кръст. На 8 септември 2008 година, на Деня на независимостта на Северна Македония, в кръста е монтиран асансьор.